# Artisanat et arts populaires dans l'État d'Hidalgo

Vendeurs d'artisanat à El Arenal.

L'artisanat et les arts populaires dans l'État d'Hidalgo sont principalement destinés à la consommation locale plutôt qu'aux collectionneurs, bien que des efforts aient été faits pour promouvoir ce travail sur un marché plus large. La plupart sont utilitaires et généralement simplement décorés, s'ils le sont. Les traditions artisanales les plus importantes sont la poterie, en particulier dans la municipalité de Huejutla de Reyes et les textiles, que l'on trouve dans diverses parties du pays. La plupart des artisans sont autochtones, les populations Otomis de la vallée du Mezquital (en) étant les plus dominantes. La vannerie, le travail du métal et du bois sont d'autres activités artisanales importantes.

## Importance

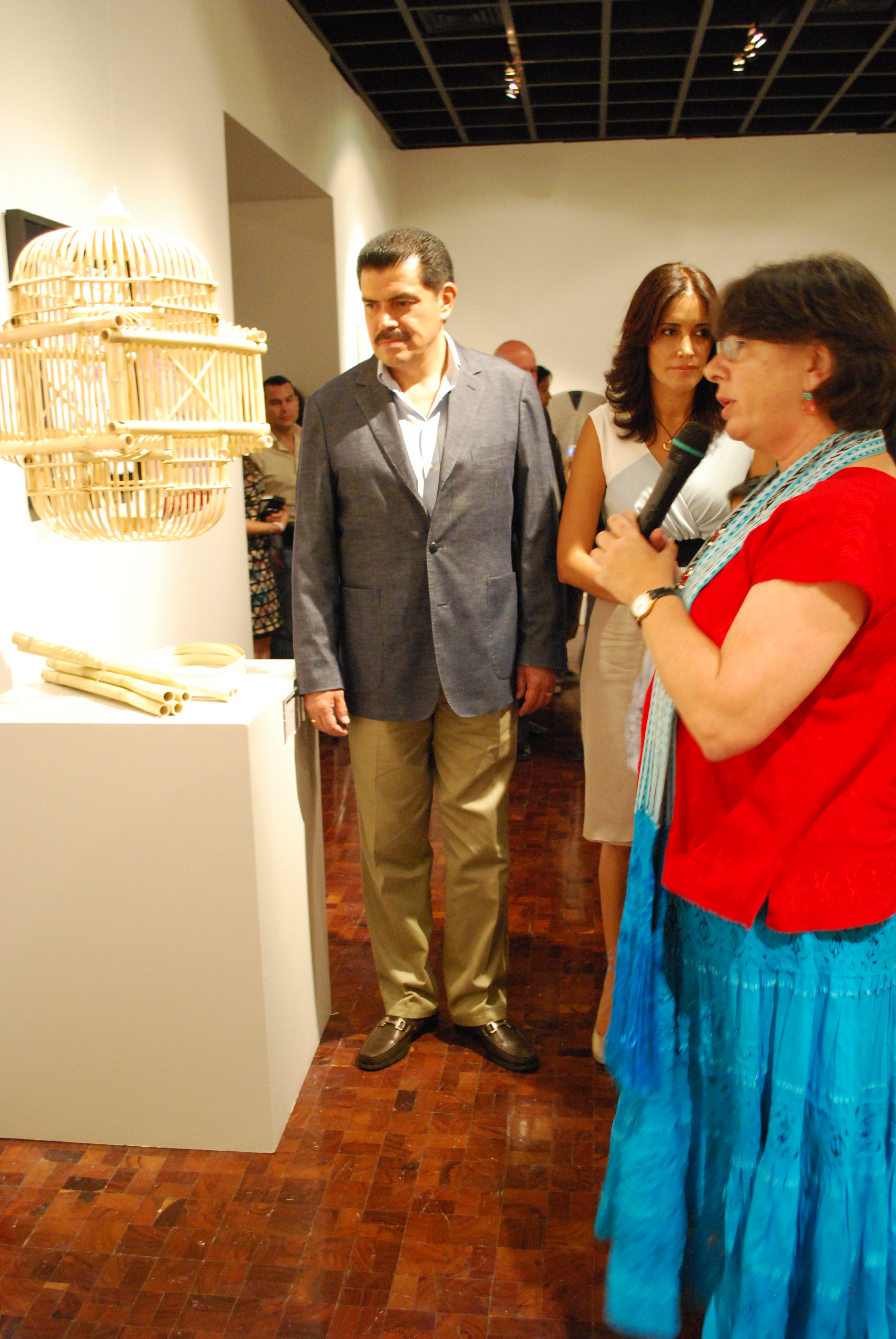
Le gouverneur d'Hidalgo, José Francisco Olvera Ruiz, visitant une exposition d'artisanat Hidalgo au Museo de Arte Popular à Mexico en 2011.

L'artisanat n'est pas une activité économique primaire de l'état. La plupart des artisans sont autochtones et vivent dans des zones marginalisées sur le plan socio-économique, fabriquant surtout des articles utilitaires comme la poterie et les textiles pour les marchés locaux,.
Les principales activités économiques sont l'exploitation minière et la fabrication de pulque, ce qui a influencé le développement de l'artisanat. Le maguey à partir de laquelle le pulque est fabriqué, est aussi la source de la fibre ixtle. Cependant, l'exploitation minière n'a pas donné lieu à une grande industrie dans le travail de l'or et de l'argent, qui a plutôt été travaillé dans d'autres parties du Mexique, telles que Mexico et Guadalajara.
Toutefois, plus récemment, le gouvernement de l'État a mis en œuvre un programme de protection, de développement et de promotion de l'artisanat traditionnel par la formation des artisans, la création de points de vente, des concours pour les artisans et l'enregistrement des traditions artisanales particulières. En 2011, l'État et le Museo de Arte Popular ont organisé une exposition spéciale d'artisanat d'Hidalgo à Mexico. Le président mexicain Enrique Peña Nieto a présenté des objets artisanaux de l'État lors d'une visite d'État en France en 2015, dont des broderies de Tenango de Doria. Pachuca abrite la Casa de Artesanías Hidarte, qui expose les principales traditions artisanales de l'État. Il s'agit notamment de cloches de Tlahuelompa, d'instruments en bois miniatures d'Ixmiquilpan, de vannerie de la vallée du Mezquital (en), de laiton de Tepojaco, de cuivre de Tizapán, de figurines humaines et d'obsidienne de Nopalillo, de divers textiles dont des broderies et des pièces en argent parties de l'état.

## Cultures régionales

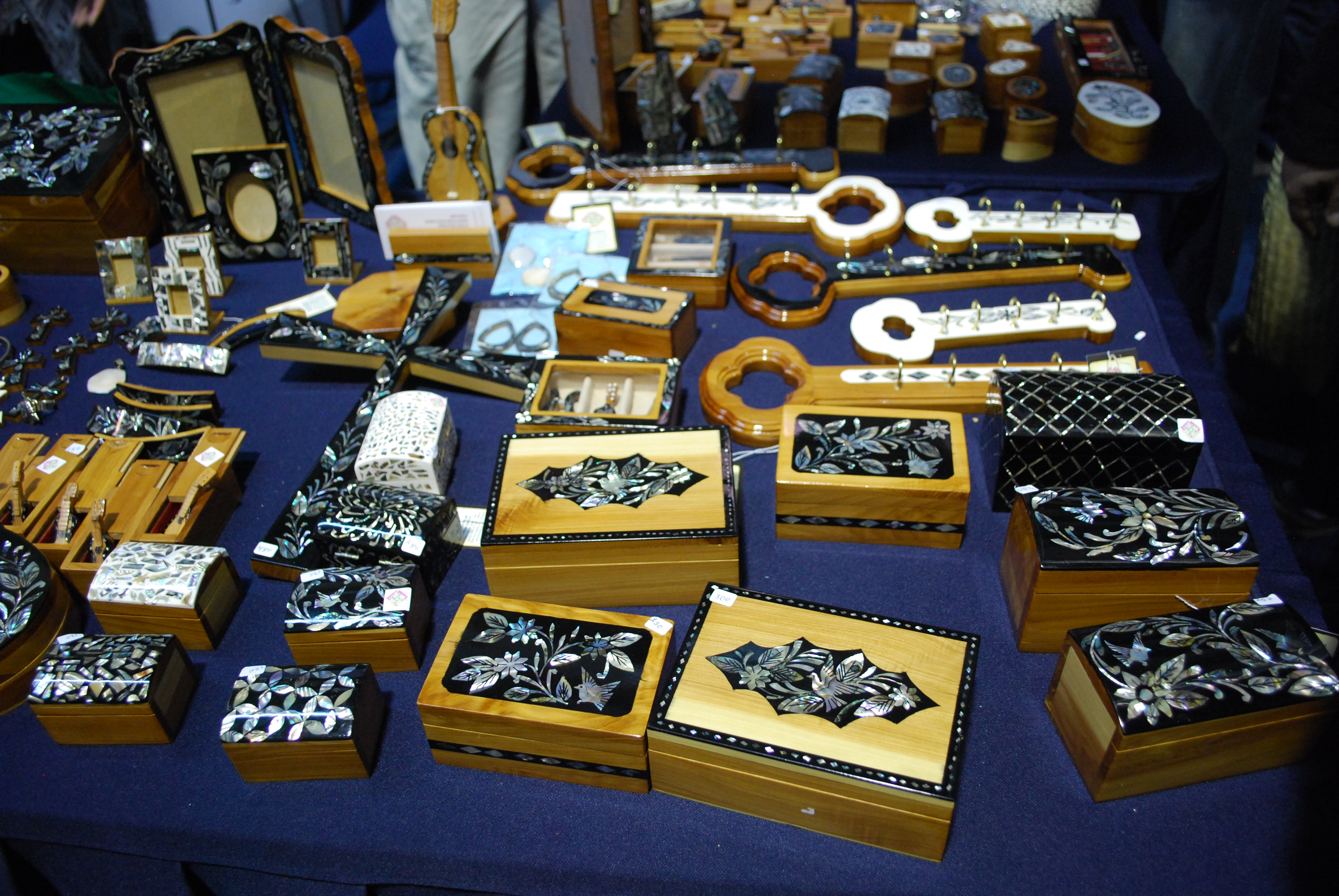
Objets en bois incrustés d'un coquillage d'Ixmiquilpan

L'état d'Hidalgo est divisé en cinq régions culturelles et géographiques : la vallée du Mezquital, La Huasteca Hidalguense, La Sierra Tepehua, La Sierra et Altiplanicie Pulquera (es),. Trois d'entre elles sont particulièrement connus pour leur style artisanal. La vallée du Mezquital est le centre de la population Otomi, le groupe autochtone le plus nombreux. L'artisanat de cette vallée se caractérise par cette ethnicité, ainsi que par la végétation de la zone semi-aride. La plupart sont faites pour un usage local avec un certain nombre de techniques et de conceptions préhispaniques. Les textiles sont fabriqués sur des métiers à tisser avec des motifs indigènes aux significations magiques et religieuses. Un autre artisanat indigène est le travail des fibres rigides comme celles des plantes maguey et lechuguilla pour fabriquer des sacs, des filets et quelques vêtements. La vannerie est faite de roseaux et de palmes, avec des ustensiles de cuisine en bois. La ville d'Ixmiquilpan est le centre de la population Otomi et son principal centre de production artisanale.
La partie Hidalgo de la région de Huasteca a une végétation subtropicale, avec une abondance d'eau dans les rivières et les sources et presque aucune zone urbaine. La population indigène ici est Nahua, et elle a conservé beaucoup de ses coutumes, y compris les techniques artisanales et les dessins. Ces métiers tendent à être utilitaires plutôt que décoratifs, faisant des comals, d'autres ustensiles de cuisine, des pièges à poissons, des bougies, etc. généralement pour un usage domestique. La plupart d'entre elles sont fabriquées par des femmes à la maison, en particulier les textiles brodés, qui sont portés dans le cadre de l'identité ethnique.
La région de Tepehua est située dans les zones montagneuses plus élevées de la Sierra Alta et de la Sierra Gorda. La plus grande partie de la population est métisse avec une importante communauté indigène Tepehua, dont l'artisanat est à la fois utilitaire et décoratif. Les motifs ont tendance à être un mélange d'indigènes et d'européens.

## Poterie

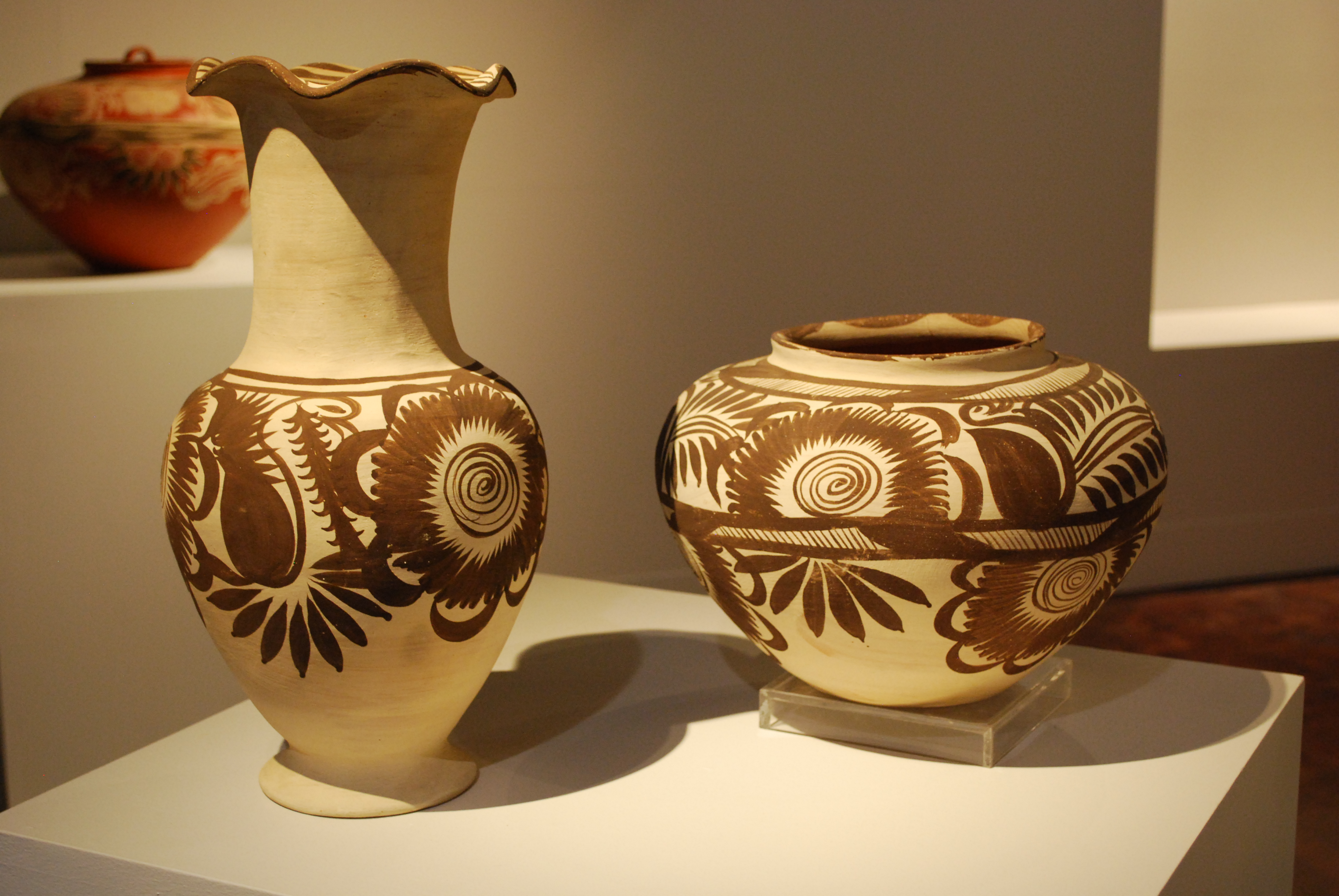
Pièces d'argile blanche de Nicolas Vita Hernandez de, Huejutla de Reyes.

La production de céramique est locale et principalement destinée à un usage local et domestique, plutôt qu'aux collectionneurs d'art populaire mexicain. Il s'agit principalement de marchandises non vitrifiées comme celles destinées à l'entreposage et à la cuisson des aliments, du pulque, des cruches à eau, des comals, des pots de fleurs et des bols en forme de gourde appelés apiloles, ainsi que des matériaux de construction comme les tuiles de plancher et de toit. Les techniques céramiques sont basiques et non-industrielles, la plupart étant façonnées à la main et cuites à l'extérieur sur un feu ouvert, ou occasionnellement dans un four familial,.
La municipalité de Huejutla de Reyes abrite les traditions de poterie les plus connues de l'État. L'une d'entre elles est une argile blanche, non vernissée, avec des décorations peintes en sépia ou en noir, et une autre sont des pièces non vernissées de couleur ocre généralement peintes avec des lignes blanches (parfois grises ou noires) pour créer des motifs végétaux et ,. Ils sont utilisés pour fabriquer des récipients de stockage et de service pour les liquides et les aliments, les figurines d'animaux, les bougeoirs, les sifflets et plus encore,. Ces deux produits sont principalement concentrés dans la communauté huastèque de Chililico, mais sont également fabriqués dans les communautés voisines de Macuxtepetla, Oxtomal y Tepexititla. Beaucoup d'éléments de design traditionnels ont une signification, comme des lignes ondulées pour l'eau et une forme en « s » pour la constellation des Gémeaux.
D'autres communautés ont aussi des conceptions et des traditions distinctes en matière de poterie. Chapatongo fabrique des pots et des cruches pour l'eau, cuits une seule fois et non décorés, à l'exception des décolorations naturelles qui se produisent lorsqu'ils sont cuits. San Pedro de las Ollas a une petite production de cruches à eau et de pots de fleurs qui se distinguent par des motifs en spirale en noir sur fond rouge poli. Tulancingo a encore une certaine production de poterie de style majolique mais elle a dégénéré. En outre, des poteries utilitaires sont produites à Alfajayucan, Huasca de Ocampo et Metztitlán,,.

## Textiles

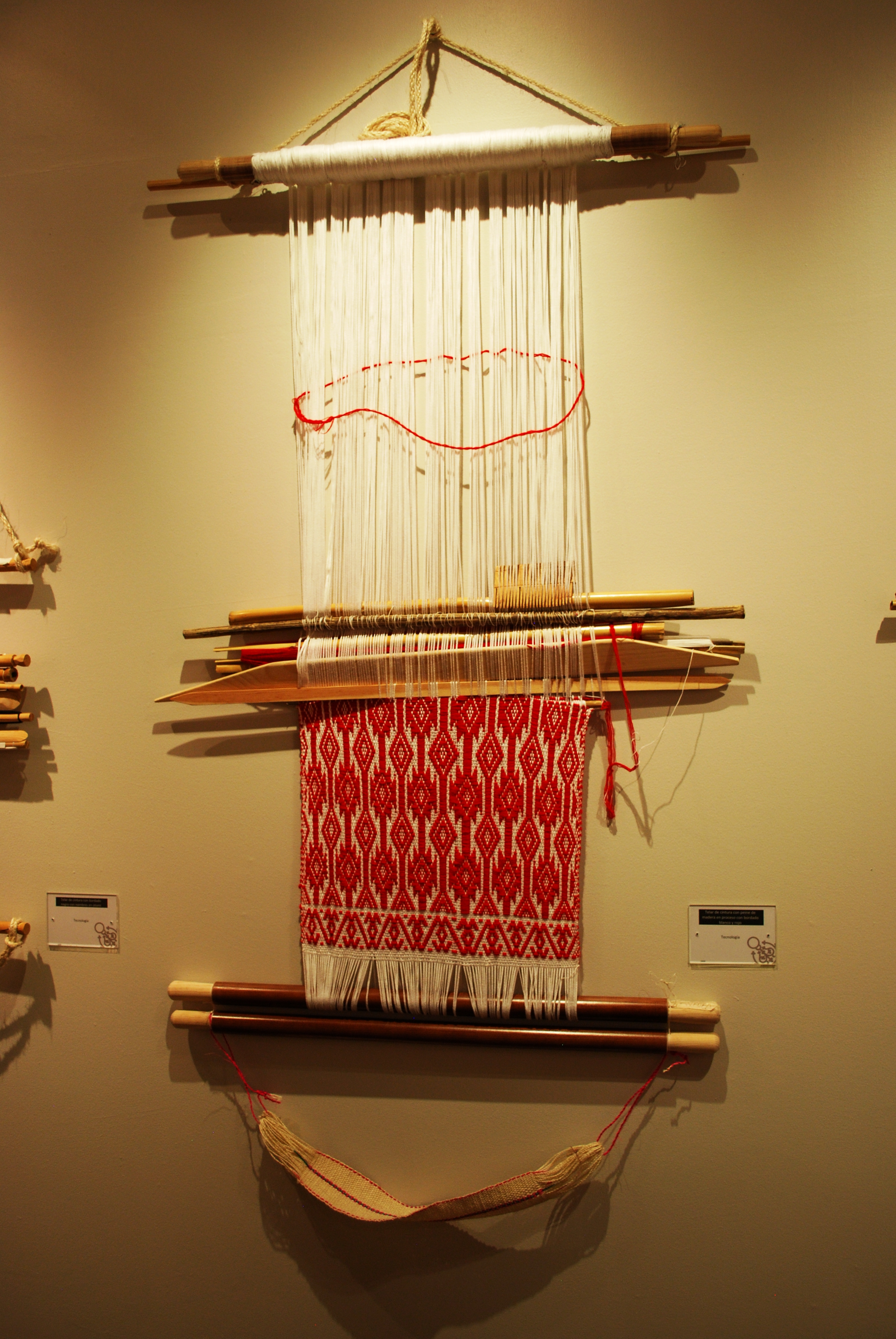
Métier à tisser à sangles dorsales avec une pièce partiellement finie lors d'une exposition de textiles Hidalgo.

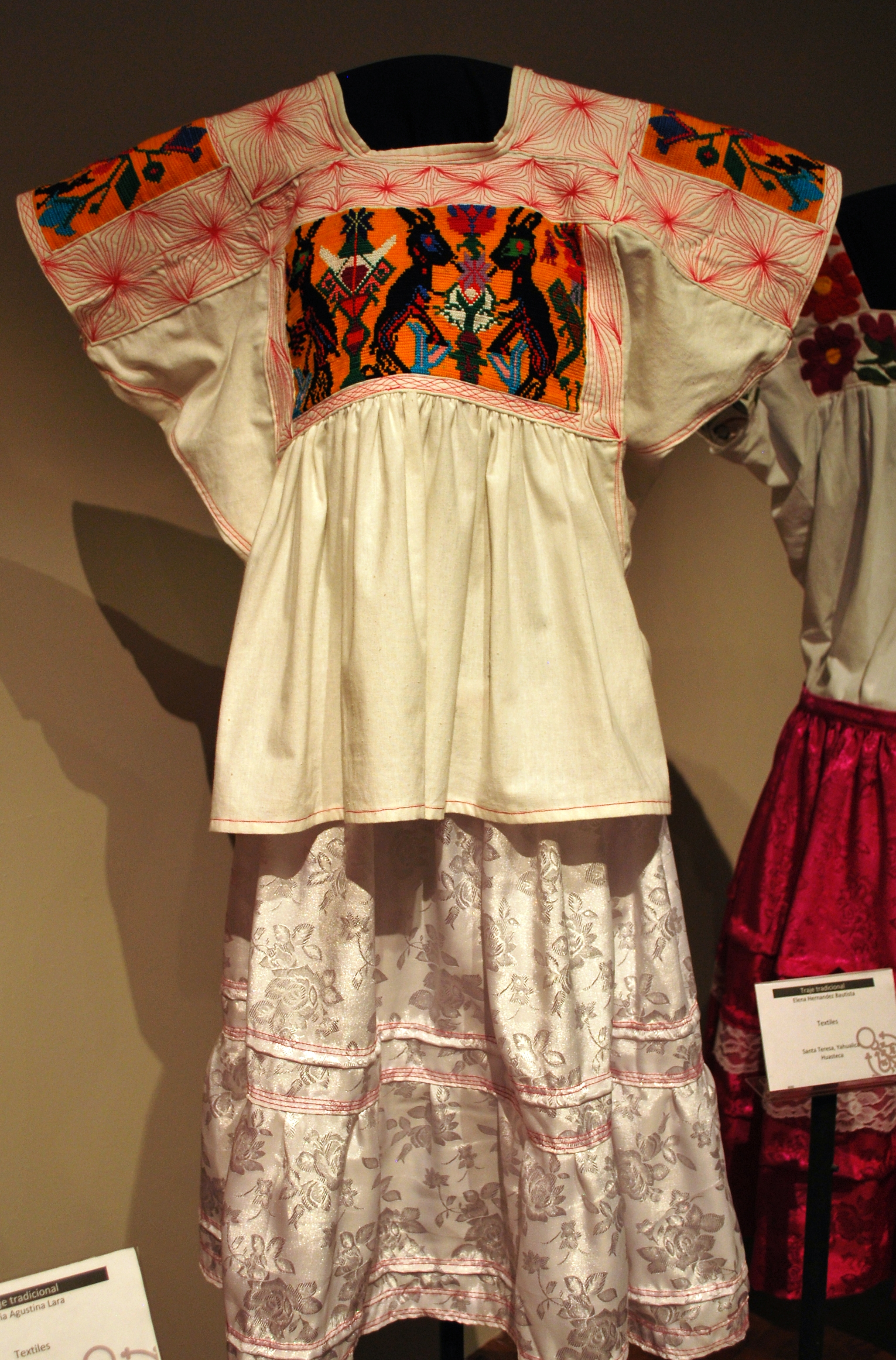
Jupe et blouse brodée par Elena Hernandez Bautista de Santa Teresa Yahualica, Hidalgo.

La fabrication de textiles est plus répandue dans l'état que celle de poteries. Il est principalement fait par des femmes, qui tissent et brodent à la fois. Les fibres les plus communes sont le coton et la laine, ainsi que l'istle natif, qui est dérivé de la plante maguey. Le travail du coton a été introduit à l'époque préhispanique pour la fabrication d'articles d'hommage, avec la laine introduite par les Espagnols.
Le coton et la laine sont généralement utilisés pour fabriquer des vêtements (robes, chemises, pantalons, écharpes, quechquemitls) ainsi que des nappes, des sacs de transport et des tapis, principalement dans la région de Huasteca, la vallée du Mezquital (en) et ,. La technique de tissage la plus courante est celle du métier à tisser à ceinture dorsale, utilisé principalement pour fabriquer des châssis et des sacs de transport, mais d'autres articles tels que les quechquemitls sont également fabriqués avec ceux-ci.
Le quechquemitl est une caractéristique distinctive de la robe Otomi. La robe traditionnelle de la femme se compose d'une blouse, d'un chemisier, d'une jupe-culotte maintenue en place par une ceinture de laine. Traditionnellement, ils sont tissés sur des métiers à tisser à dos et sont brodés avec de la laine, du coton et parfois du fil acrylique. Les motifs brodés sont traditionnels mais les significations ont pour la plupart été perdues. Les vêtements traditionnels disparaissent dans l'État, plus pour les hommes que pour les femmes.
Tenango de Doria (Acaxochitlán) est connue pour ses broderies au point de croix, la fabrication de ceintures et autres vêtements. Cependant, les artisans ici sont surtout connus pour un style de blouse appelé tenangos, brodé avec toutes sortes d'animaux et de fleurs en différentes couleurs. La ville organise chaque année un concours de broderie, avec des catégories pour les articles de table, les chemisiers et plus encore,.
Metztitlán est également connu pour les articles au point de croix tels que les nappes, coussins et quechquemitls. À Mapethé (Cardonal), ils fabriquent des tapis noués à la persane.
L'istle est une fibre indigène extraite de feuilles de maguey, particulièrement travaillée dans la vallée du Mezquital et autres zones semi-arides. La plus grande partie de cette fibre est rugueuse et sert à fabriquer des cordes, des nattes, des sacs de transport et un couvre-chef appelé ayate,,. Cependant, le fil le plus fin est utilisé pour la confection de vêtements. À l'époque coloniale, il remplaçait le lin par des vêtements pour les prêtres. Aujourd'hui, il est encore utilisé pour faire des ayates plus fins, avec des femmes qui peuvent faire les meilleurs produits en istle ayant du prestige. Une fibre similaire est extraite d'une plante appelée lechuguilla à des fins similaires,. À Ixmiquilpan, la coopérative Rä Dni Rä Rä Batha,, et Huejutla font des ayates et des sacs.

## Vannerie

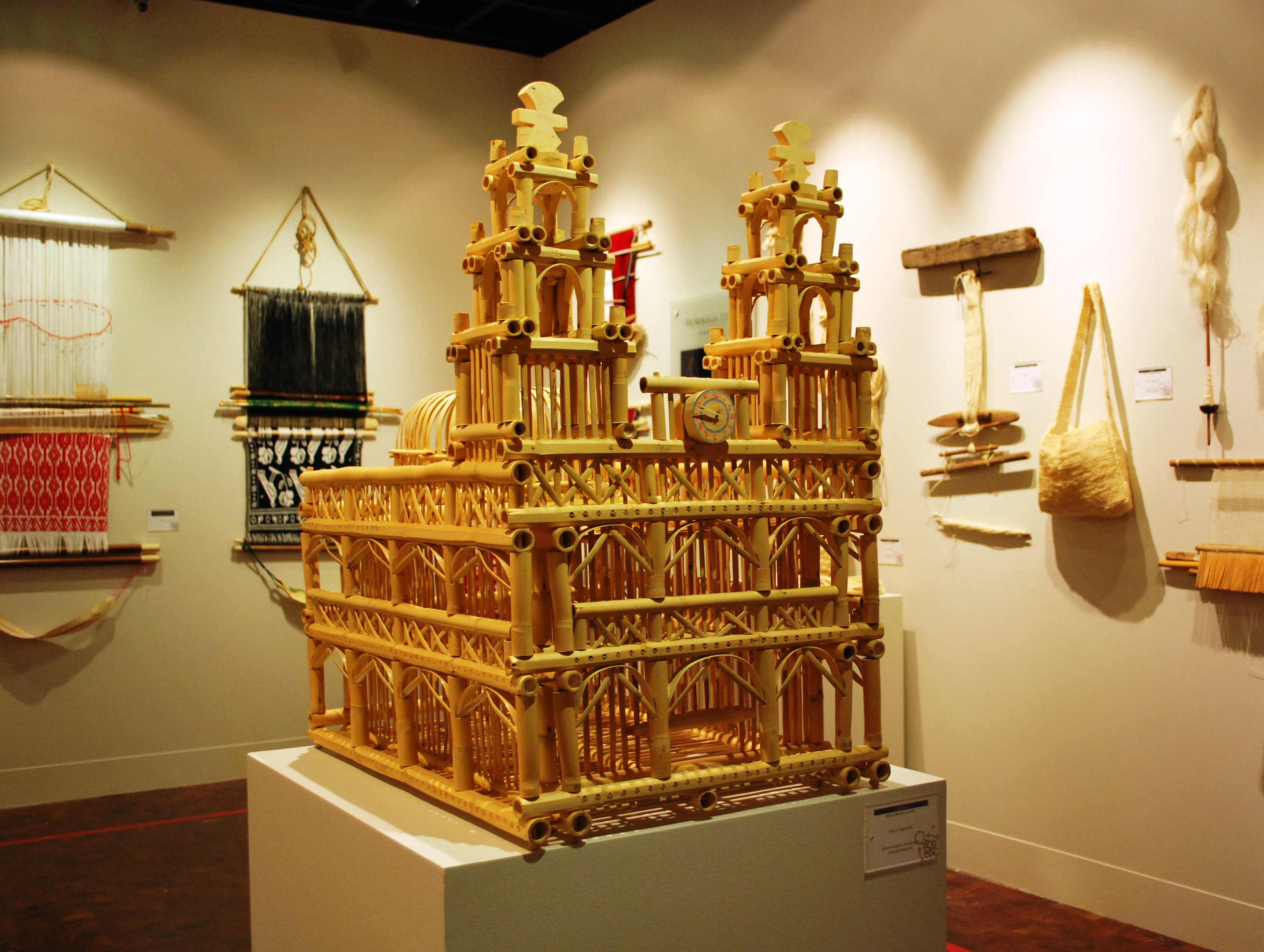
Cage à oiseaux en forme de cathédrale exposée au Museo de Arte Popular de Mexico.

La vannerie est toujours une activité importante dans l'état, fabriquant des articles à partir de branches de saule, de roseaux et de feuilles de palmier. Les articles peuvent être teints ou peints dans des couleurs vives, en utilisant des pigments naturels ou des acryliques.
Les feuilles de palmier servent à fabriquer des chapeaux, des petates et des petacas (boîtes sans poignée utilisées pour l'entreposage), pour allumer des feux, ainsi que des paniers et des jouets,. Ils sont utilisés pour la fabrication de sombreros traditionnels appelés garambulleros, du nom d'un fruit local. Un jouet traditionnel est tissé en forme de coq, qui est décoré de plumes aux couleurs vives. Ce jouet et d'autres sont fabriqués dans la ville de Naxthey, qui fabrique également des articles de palme et d'istle pour le transport et le stockage,.
Les roseaux, entiers et fendus, sont utilisés pour fabriquer des paniers de différents types, des flûtes, des jouets (surtout des petites voitures) et des cages à oiseaux. Ces dernières sont utilisées à la fois pour les animaux de compagnie et le bétail et peuvent être naturelles ou de couleurs vives.
Les branches de saule sont travaillées à Ixmilquilpan pour fabriquer des paniers, notamment pour les tortillas, et des hochets en forme de colombes.
D'autres communautés importantes de vannerie comprennent Huautla (paniers, porte-tortillas et sombreros), Metztitlán, qui fabrique des articles à partir de feuilles de palmier ainsi que des bandes en plastique et Alfajayucan (sombreros),.

## Travail du métal

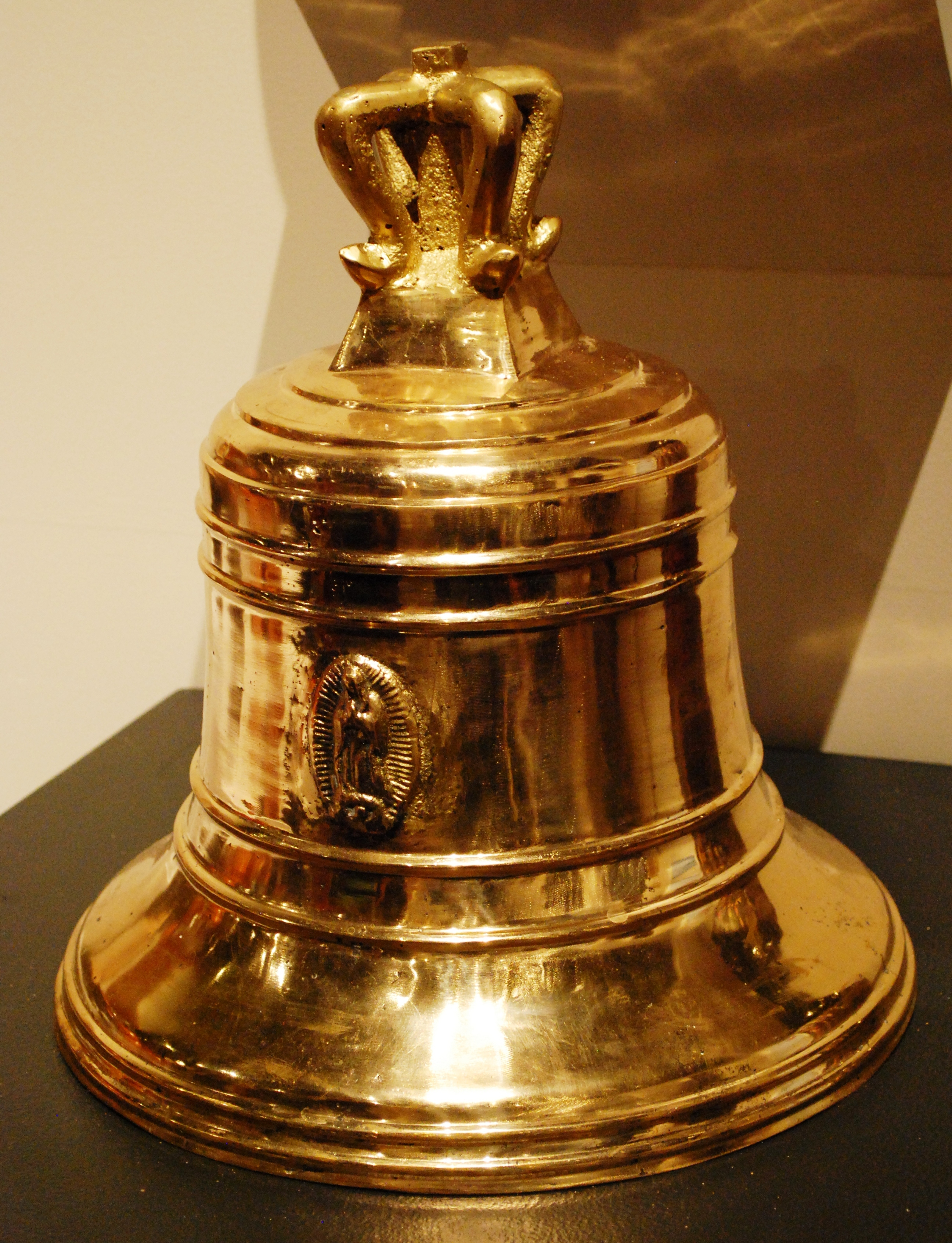
Cloche de Jose Luis Greez Nieto de Tizapan, Zacualtipán, Hidalgo.

Un des métaux travaillés est le fer forgé, surtout pour les objets utilitaires. Dans les communautés d'El Santuario et de Mapethé, on fabriquait des grattoirs à feuilles maguey, des lames pour charrues, des houes et des lames pour faux, des couteaux, des machettes et plus encore,. Plus de fer est travaillé à Huasca de Ocampo et Molango.
Le cuivre et le bronze sont travaillés dans d'autres communautés. Tizapán (Zacualtipán) est connue pour ses ustensiles en cuivre, qui comprennent des casseroles, de grandes casseroles, des bocaux, des vases, des plateaux et des ensembles pour le café et le thé, ainsi que des articles similaires en miniature. Tlahuelompa (ZacualtipánI) est connue pour son travail du cuivre et du bronze, en particulier pour la fabrication de cloches de qualité, de différentes tailles. Leur décoration et leur son sont uniques à la région.
Bien qu'il n'ait jamais été développé pendant la période coloniale, il y a quelques travaux d'argenterie actuellement réalisés à Pachuca.

## Autres artisanats

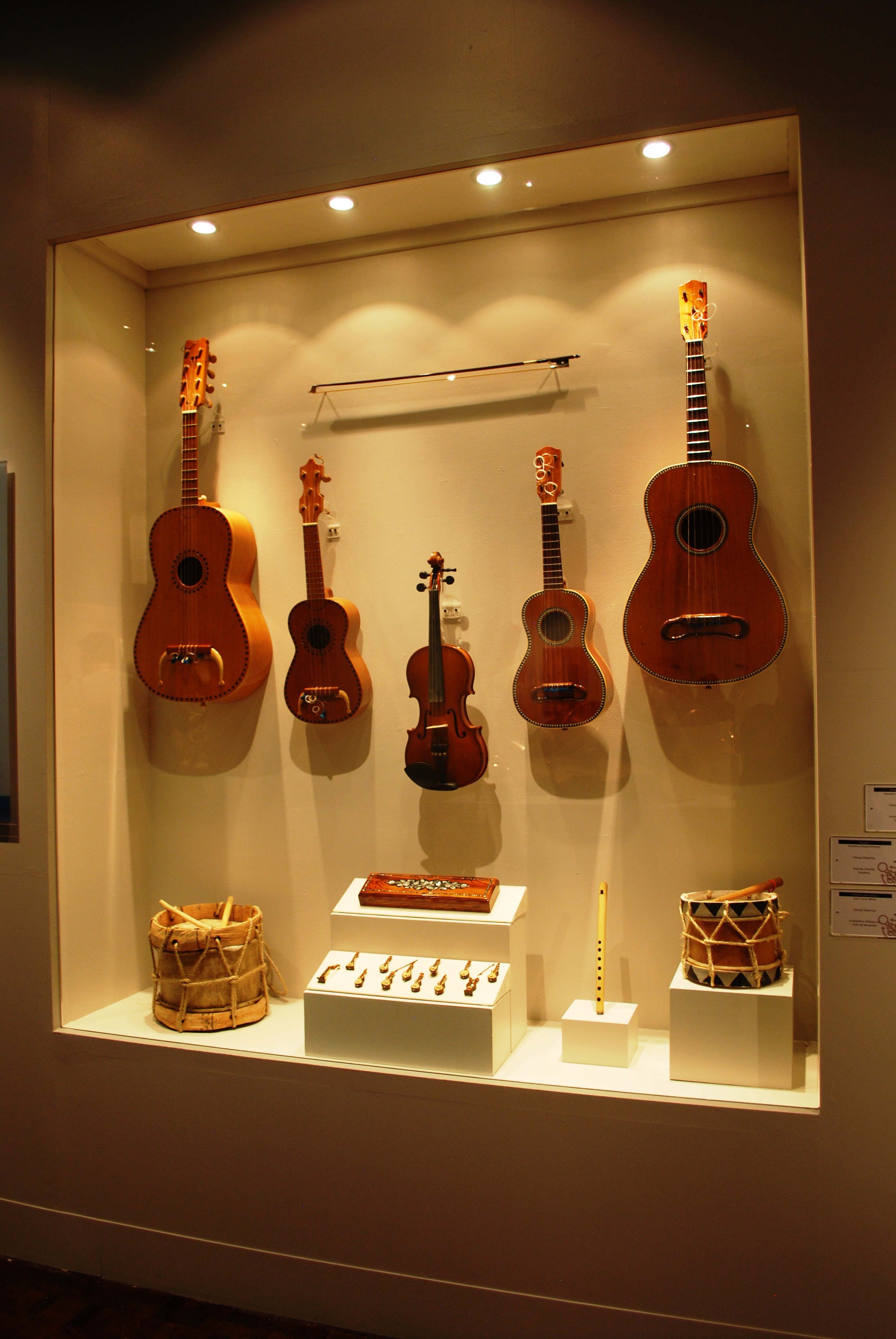
Divers instruments de musique tels que huapangueras, jaranas, violons, tambours et flûtes, tous fabriqués à la main par des artisans tels que Margarito Mendoza Delgadillo, Anacleto Zolueta Olivares et Juan Torres Maria pour une exposition temporaire consacrée à Hidalgo au Museo de Arte Popular à Mexico.

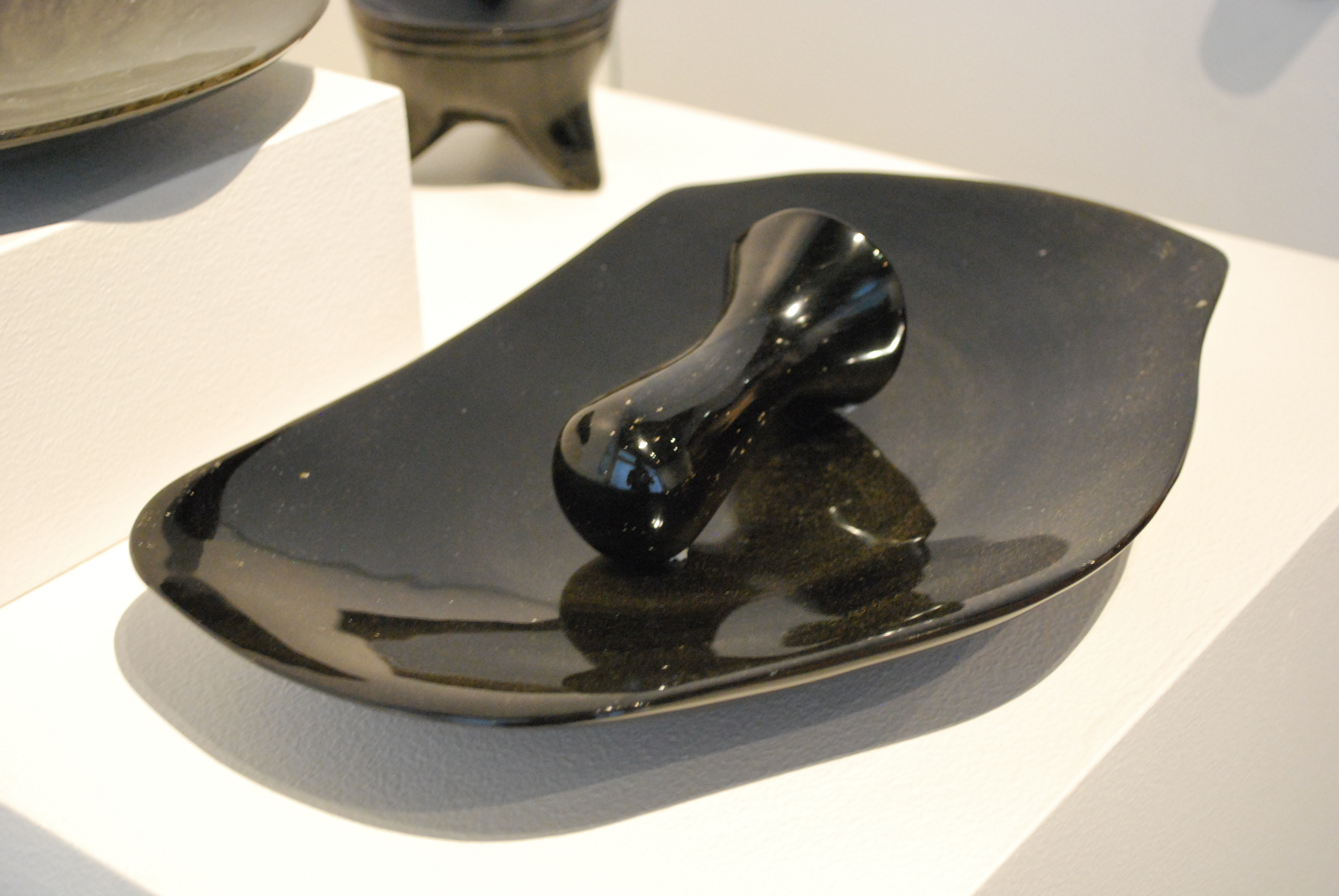
Assiette et pilon en obsidienne par Victor Lopez Pelcastre de Nopalillo, Hidalgo.

La plupart du bois est travaillé pour la consommation locale, comme les activités de menuiserie qui ont lieu dans des endroits comme Texkedó, Gundhó, El Delfay, Wacri et Agua Limpia. Une grande partie du bois utilisé provient des forêts locales, en particulier le pin et le sapin oyamel. Depuis l'époque coloniale, on y fabrique des meubles, des arches, des paravents, des portes et bien d'autres choses encore, dont un produit important est le mobilier de style colonial espagnol. Jaltocán et Metztitlán font partie des communautés reconnues pour ce travail. Des objets plus petits sont également fabriqués. La communauté de Nith, à Ixmiquilpan, est connue pour la fabrication d'instruments de musique, de cadres pour tableaux et de petites boîtes incrustées de nacre . D'autres objets incrustés sont également fabriqués à Ixmiquilpan, principalement pour la décoration. Molongo fabrique des guitares et à Tenango de Doria, le bois est utilisé pour fabriquer des objets utilitaires comme des cuillères et des poignées,.
Certains articles sont fabriqués en relation avec des célébrations religieuses et autres, comme les feux d'artifice, les cadres fleuris pour décorer les portes des églises, les bougies et les guirlandes de fleurs. Dans l'État d'Hidalgo, les objets décoratifs se distinguent généralement par des motifs locaux. Jaltocán fabrique des feux d'artifice traditionnels et des cadres en forme de taureaux (toritos) et de châteaux (castillos). Actopan fabrique aussi des feux d'artifice.
Le travail de la pierre comprend des pièces décoratives et fonctionnelles, travaillant principalement le grès et le marbre ainsi que l'obsidienne. Les villes notées pour ce travail sont Actopan, Alfajayucan, Huasca de Ocampo et Huichapan.
Le cuir est travaillé à Zacualtipán, qui fabrique des chaussures, ainsi qu'à Molango.